# Úterský potok
Der Úterský potok, volkstümlich Uterák (deutsch Neumarkter Bach, am Oberlauf Kapellenbach) ist ein linker Zufluss der Mže/Mies in Tschechien.

## Verlauf
Der Úterský potok entspringt einen reichlichen Kilometer östlich von Nežichov an der Staatsstraße I/20/E 49 zwischen Toužim und Bezvěrov im Tepler Hochland. Seine Quelle befindet sich am östlichen Fuße des Třebouňský vrch (Czebon, 825 m n.m.). An seinem zunächst nach Südwesten führenden Oberlauf durchfließt der Bach den Kessel zwischen dem Třebouňský vrch, dem Branišovský vrch (Branischauer Berg, 813 m n.m.) und der Sepuska (Sebuska, 719 m n.m.), wo er bei der wüsten Kirche St. Blasius im Teich Blažejský rybník (Blasiusteich) gestaut wird. Vorbei an Ostřetín und Branišov durchbricht der Úterský potok an den südlichen Ausläufern des Branišovský vrch das Hochland und bildet westlich der Sepuska ein tiefes Kerbtal. Mit südlicher Richtung fließt der Bach vorbei am Kloster Nový Dvůr sowie den Orten Žernovník und Vidžín durch ein unbesiedeltes Tal nach Úterý. Der weitere Lauf des Úterský potok führt vorbei an Olešovice und Relíčkův Mlýn. Östlich von Bezdružice erreicht der Bach den Naturpark Úterský potok. Nachfolgend fließt der Úterský potok in einem zunehmend enger und felsiger werdenden Kerbtal an Potín, Starý Mlýn, der Burg Falštejn, auch Falkenštejn, dem Burgstall Ostrov, Hlaváčkův Mlýn, Pakoslav, Dlouhé Hradiště, der Wüstung Dudákovský Mlýn, Šipín sowie der slawischen Burgstätte und dem Hügelgräberfeld Bezemín vorbei nach Mydlovary. Auf seinem nach Südosten führenden Unterlauf bildet der Úterský potok zunächst ein Kerbsohlental, zu dessen Seiten die Burgruine Sviňomazský hrádek sowie die Orte Sviňomazy, Horské Domky und Trpísty liegen. Der letzte Bachabschnitt führt dann zwischen Čerňovice und Blahousty wieder durch ein enges Felsental, das zum Großteil vom Stausee Hracholusky geflutet ist. Nach 34,1 Kilometern mündet der Úterský potok östlich von Blahousty im Stausee Hracholusky in die Mže.
Das Tal des Úterský potok ist nur dünn besiedelt, der einzige größere Ort direkt am Bach ist das Städtchen Úterý. Der Unterlauf des Baches führt ab Bezdružice überwiegend durch den Naturpark Úterský potok. An der Einmündung des Abzugsgrabens der ehem. Dudákovský Mlýn bei Šipín ist eine reiche Straußenfarnpopulation im Unterholz des Erlenauwaldes seit 1965 auf einer Fläche von 0,17 ha als Naturdenkmal „Pod Šipínem“ geschützt.
Unterhalb von Hlaváčkův Mlýn befinden sich linksseitig des Úterský potok leichte Befestigungslinien des Tschechoslowakischen Walls.

## Geschichte
Die Wasserkraft des Úterský potok wurde früher für den Betrieb zahlreicher Mühlen genutzt, von denen die meisten heute gänzlich verschwunden sind.
Zwischen 1959 und 1964 wurde an der Mže die Talsperre Hracholusky erbaut, dadurch erfolgte die Flutung des untersten Bachlaufes.
1997 wurde auf einer Fläche von 1805 ha in der landschaftlich reizvollen Umgebung des unteren Bachtals der Naturpark Úterský potok ausgerufen.

## Zuflüsse
- Bezděkovský potok (r), beim Kloster Nový Dvůr
- Telecí potok (r), bei Žernovník
- Lomený potok (l), unterhalb von Vidžín
- Olešovický potok (l), bei Úterý
- Nezdický potok (r), am Tuchaberg bei Bezdružice
- Dolský potok (l), an der ehem. Mühle Barvírna bei Potín
- namenloser Bach mit Falkenštejnský vodopád (Falkensteiner Wasserfall) unter der Burgruine Falštejn bzw. Falkenštejn
- Blažimský potok (l), unterhalb des Burgstalls Ostrov bei Hlaváčkův Mlýn
- Hadovka (r), am Fuße der Slovanské hradiště (465 m n.m.) bei Šipín
- Kozolupský potok (r), unter der Burgruine Sviňomazský hrádek
- Křelovický potok (l), bei Horské Domky
- Erpužický potok (r), bei Čerňovice

## Durchflossene Teiche
- Blažejský rybník